# Салотин
Солотин (бел. Салоцін) — деревня в Щедринском сельсовете Жлобинского района Гомельской области Белоруссии.

## География
В 30 км на северо-запад от Жлобина, 10 км от железнодорожной станции Красный Берег (на линии Жлобин — Бобруйск), 123 км от Гомеля.
На реке Ала (приток реки Березина). На востоке сеть мелиоративных каналов.

## История
По письменным источникам известна с XIX века как деревня в Степовской волости Бобруйского уезда Минской губернии. Согласно переписи 1897 года находился старообрядческий молельный дом. В 1925 году в Степовском сельсовете Паричского района Бобруйского округа. В 1929 году организован колхоз «Красная Ала». Во время Великой Отечественной войны 35 жителей погибли на фронте. Согласно переписи 1959 года в составе колхоза «Прогресс» (центр — деревня Степы).

## Население

### Численность
- 2004 год — 54 хозяйства, 79 жителей.
- 2009 год — 54 жителя.

### Динамика
- 1897 год — 55 дворов, 370 жителей (согласно переписи).
- 1925 год — 102 двора.
- 1959 год — 473 жителя (согласно переписи).
- 2004 год — 54 хозяйства, 79 жителей.
- 2009 год — 54 жителя.

## Транспортная сеть
Транспортные связи по просёлочной, а затем автомобильной дороге Бобруйск — Гомель. Планировка состоит из дугообразной широтной улицы, к которой присоединяются две короткие прямолинейные улицы. Застройка двусторонняя, деревянная, усадебного типа.